# Dariusz Dudka
Dariusz Dudka (Kostrzyn nad Odrą, 9 dicembre 1983) è un allenatore di calcio ed ex calciatore polacco, di ruolo centrocampista.

## Caratteristiche tecniche
È un calciatore duttile, capace di ricoprire diversi ruoli: difensore centrale, terzino e centrocampista difensivo.

## Carriera

### Club
La sua carriera professionistica inizia nel 1999, con la maglia dell'Amica Wronki, concludendo la stagione 1999-2000 con 2 presenze in campionato. Qui vi milita per 6 stagioni, classificandosi sempre fra i primi sette posti in campionato. Con l'Amica Wronki gioca anche in Coppa UEFA, nell'edizione 2004-2005, ma la sua squadra subisce, durante la fase a gironi, ben 4 sconfitte.
Nel 2005, viene acquistato per 450.000 euro dal Wisła Cracovia, trasferendosi a titolo definitivo. Sin dal suo arrivo, gioca titolare nella difesa del Wisla.
Il 26 giugno 2008 viene acquistato dall'Auxerre per 2 milioni di euro.

### Nazionale
Fa il suo esordio con la maglia della Nazionale polacca l'11 luglio 2004, nella partita, disputatasi a Chicago (Illinois), contro gli Stati Uniti, terminata 1-1. Viene convocato per giocare al campionato del mondo 2006, in cui scende in campo solo per 7 minuti contro la Germania; nel 2008, è invece convocato per il campionato d'Europa 2008 da Leo Beenhakker, dopo alcune buonissime prestazioni durante le qualificazioni.

## Statistiche

### Presenze e reti nei club
Statistiche aggiornate al 30 agosto 2015.
| Stagione              | Squadra               | Campionato            | Campionato | Campionato | Coppe nazionali | Coppe nazionali | Coppe nazionali | Coppe continentali | Coppe continentali | Coppe continentali | Altre coppe | Altre coppe | Altre coppe | Totale | Totale |
| Stagione              | Squadra               | Comp                  | Pres       | Reti       | Comp            | Pres            | Reti            | Comp               | Pres               | Reti               | Comp        | Pres        | Reti        | Pres   | Reti   |
| --------------------- | --------------------- | --------------------- | ---------- | ---------- | --------------- | --------------- | --------------- | ------------------ | ------------------ | ------------------ | ----------- | ----------- | ----------- | ------ | ------ |
| 1999-2000             | Amica Wronki          | EK                    | 2          | 0          | CP              | 1               | 0               | -                  | -                  | -                  | -           | -           | -           | 3      | 0      |
| 2000-2001             | Amica Wronki          | EK                    | 17         | 0          | CP              | 1               | 0               | CU                 | 2                  | 0                  | -           | -           | -           | 20     | 0      |
| 2001-2002             | Amica Wronki          | EK                    | 23         | 0          | CP              | 6               | 0               | -                  | -                  | -                  | -           | -           | -           | 29     | 0      |
| 2002-2003             | Amica Wronki          | EK                    | 4          | 0          | CP              | 0               | 0               | -                  | -                  | -                  | -           | -           | -           | 4      | 0      |
| 2003-2004             | Amica Wronki          | EK                    | 23         | 0          | CP              | 4               | 0               | -                  | -                  | -                  | -           | -           | -           | 27     | 0      |
| 2004-2005             | Amica Wronki          | EK                    | 23         | 0          | CP              | 7               | 0               | CU                 | 8                  | 0                  | -           | -           | -           | 38     | 0      |
| ago. 2005             | Amica Wronki          | EK                    | 1          | 0          | CP              | 0               | 0               | -                  | -                  | -                  | -           | -           | -           | 1      | 0      |
| Totale Amica Wronki   | Totale Amica Wronki   | Totale Amica Wronki   | 93         | 0          |                 | 19              | 0               |                    | 10                 | 0                  |             | -           | -           | 122    | 0      |
| 2005-2006             | Wisla Cracovia        | EK                    | 29         | 1          | CP              | 3               | 0               | UCL+CU             | 2+2                | 0                  | SP          | 1           | 0           | 37     | 1      |
| 2006-2007             | Wisla Cracovia        | EK                    | 28         | 3          | CP              | 2               | 0               | CU                 | 7                  | 0                  | -           | -           | -           | 37     | 3      |
| 2007-2008             | Wisla Cracovia        | EK                    | 20         | 1          | CP              | 4               | 0               | -                  | -                  | -                  | -           | -           | -           | 24     | 1      |
| 2008-2009             | Auxerre               | L1                    | 28         | 1          | CF+CdL          | 1+2             | 0               | -                  | -                  | -                  | -           | -           | -           | 31     | 1      |
| 2009-2010             | Auxerre               | L1                    | 19         | 0          | CF+CdL          | 2+1             | 0               | -                  | -                  | -                  | -           | -           | -           | 22     | 0      |
| 2010-2011             | Auxerre               | L1                    | 29         | 3          | CF+CdL          | 1+3             | 0+1             | UCL                | 5                  | 0                  | -           | -           | -           | 38     | 4      |
| 2011-2012             | Auxerre               | L1                    | 34         | 2          | CF+CdL          | 2+0             | 2               | -                  | -                  | -                  | -           | -           | -           | 36     | 4      |
| Totale Auxerre        | Totale Auxerre        | Totale Auxerre        | 110        | 6          |                 | 12              | 3               |                    | 5                  | 0                  |             | -           | -           | 127    | 9      |
| 2012-2013             | Levante               | PD                    | 3          | 0          | CR              | 1               | 0               | UEL                | 2                  | 0                  | -           | -           | -           | 6      | 0      |
| 2013-gen. 2014        | Birmingham City       | FLC                   | 2          | 0          | FACup+CdL       | 0+0             | 0               | -                  | -                  | -                  | -           | -           | -           | 2      | 0      |
| gen.-giu. 2014        | Wisla Cracovia        | EK                    | 12         | 0          | CP              | 0               | 0               | -                  | -                  | -                  | -           | -           | -           | 12     | 0      |
| 2014-2015             | Wisla Cracovia        | EK                    | 34         | 0          | CP              | 1               | 0               | -                  | -                  | -                  | -           | -           | -           | 35     | 0      |
| Totale Wisla Cracovia | Totale Wisla Cracovia | Totale Wisla Cracovia | 123        | 5          |                 | 10              | 0               |                    | 11                 | 0                  |             | 1           | 0           | 145    | 5      |
| 2015-2016             | Lech Poznań           | EK                    | 3          | 0          | CP              | 1               | 0               | UCL+UEL            | 3+3                | 0                  | SP          | 1           | 0           | 11     | 0      |
| Totale carriera       | Totale carriera       | Totale carriera       | 334        | 11         |                 | 43              | 3               |                    | 34                 | 0                  |             | 2           | 0           | 413    | 14     |

### Cronologia presenze e reti in Nazionale
| Cronologia completa delle presenze e delle reti in nazionale ― Polonia | Cronologia completa delle presenze e delle reti in nazionale ― Polonia | Cronologia completa delle presenze e delle reti in nazionale ― Polonia | Cronologia completa delle presenze e delle reti in nazionale ― Polonia | Cronologia completa delle presenze e delle reti in nazionale ― Polonia | Cronologia completa delle presenze e delle reti in nazionale ― Polonia | Cronologia completa delle presenze e delle reti in nazionale ― Polonia | Cronologia completa delle presenze e delle reti in nazionale ― Polonia |
| Data                                                                   | Città                                                                  | In casa                                                                | Risultato                                                              | Ospiti                                                                 | Competizione                                                           | Reti                                                                   | Note                                                                   |
| ---------------------------------------------------------------------- | ---------------------------------------------------------------------- | ---------------------------------------------------------------------- | ---------------------------------------------------------------------- | ---------------------------------------------------------------------- | ---------------------------------------------------------------------- | ---------------------------------------------------------------------- | ---------------------------------------------------------------------- |
| 11-7-2004                                                              | Chicago                                                                | Stati Uniti                                                            | 1 – 1                                                                  | Polonia                                                                | Amichevole                                                             | -                                                                      | 73’                                                                    |
| 18-8-2004                                                              | Poznań                                                                 | Polonia                                                                | 1 – 5                                                                  | Danimarca                                                              | Amichevole                                                             | -                                                                      |                                                                        |
| 27-4-2005                                                              | Chicago                                                                | Messico                                                                | 1 – 1                                                                  | Polonia                                                                | Amichevole                                                             | -                                                                      |                                                                        |
| 15-8-2005                                                              | Kiev                                                                   | Polonia                                                                | 3 – 2                                                                  | Serbia e Montenegro                                                    | Amichevole                                                             | -                                                                      |                                                                        |
| 16-11-2005                                                             | Ostrowiec Świętokrzyski                                                | Polonia                                                                | 3 – 1                                                                  | Estonia                                                                | Amichevole                                                             | -                                                                      | 83’                                                                    |
| 28-3-2006                                                              | Riyad                                                                  | Arabia Saudita                                                         | 1 – 2                                                                  | Polonia                                                                | Amichevole                                                             | -                                                                      | 76’                                                                    |
| 30-5-2006                                                              | Chorzów                                                                | Polonia                                                                | 1 – 2                                                                  | Colombia                                                               | Amichevole                                                             | -                                                                      | 85’                                                                    |
| 14-6-2006                                                              | Dortmund                                                               | Polonia                                                                | 0 – 1                                                                  | Germania                                                               | Mondiali 2006 - 1º turno                                               | -                                                                      | 83’                                                                    |
| 15-11-2006                                                             | Bruxelles                                                              | Belgio                                                                 | 0 – 1                                                                  | Polonia                                                                | Qual. Euro 2008                                                        | -                                                                      | 80’                                                                    |
| 6-12-2006                                                              | Abu Dhabi                                                              | Emirati Arabi Uniti                                                    | 2 – 5                                                                  | Polonia                                                                | Amichevole                                                             | -                                                                      | 25’                                                                    |
| 3-2-2007                                                               | Jerez de la Frontera                                                   | Polonia                                                                | 4 – 0                                                                  | Estonia                                                                | Amichevole                                                             | 1                                                                      | 72’                                                                    |
| 7-2-2007                                                               | Jerez de la Frontera                                                   | Slovacchia                                                             | 2 – 2                                                                  | Polonia                                                                | Amichevole                                                             | -                                                                      | 46’                                                                    |
| 24-3-2007                                                              | Varsavia                                                               | Polonia                                                                | 5 – 0                                                                  | Azerbaigian                                                            | Qual. Euro 2008                                                        | 1                                                                      |                                                                        |
| 28-3-2007                                                              | Kielce                                                                 | Polonia                                                                | 1 – 0                                                                  | Armenia                                                                | Qual. Euro 2008                                                        | -                                                                      |                                                                        |
| 2-6-2007                                                               | Baku                                                                   | Azerbaigian                                                            | 1 – 3                                                                  | Polonia                                                                | Qual. Euro 2008                                                        | -                                                                      |                                                                        |
| 6-6-2007                                                               | Erevan                                                                 | Armenia                                                                | 1 – 0                                                                  | Polonia                                                                | Qual. Euro 2008                                                        | -                                                                      |                                                                        |
| 22-8-2007                                                              | Mosca                                                                  | Russia                                                                 | 2 – 2                                                                  | Polonia                                                                | Amichevole                                                             | -                                                                      |                                                                        |
| 8-9-2007                                                               | Lisbona                                                                | Portogallo                                                             | 2 – 2                                                                  | Polonia                                                                | Qual. Euro 2008                                                        | -                                                                      |                                                                        |
| 12-9-2007                                                              | Helsinki                                                               | Finlandia                                                              | 0 – 0                                                                  | Polonia                                                                | Qual. Euro 2008                                                        | -                                                                      |                                                                        |
| 13-10-2007                                                             | Varsavia                                                               | Polonia                                                                | 3 – 1                                                                  | Kazakistan                                                             | Qual. Euro 2008                                                        | -                                                                      |                                                                        |
| 17-10-2007                                                             | Łódź                                                                   | Polonia                                                                | 0 – 1                                                                  | Ungheria                                                               | Amichevole                                                             | -                                                                      |                                                                        |
| 6-2-2008                                                               | Praga                                                                  | Rep. Ceca                                                              | 0 – 2                                                                  | Polonia                                                                | Amichevole                                                             | -                                                                      |                                                                        |
| 26-3-2008                                                              | Cracovia                                                               | Polonia                                                                | 0 – 3                                                                  | Stati Uniti                                                            | Amichevole                                                             | -                                                                      |                                                                        |
| 26-5-2008                                                              | Reutlingen                                                             | Polonia                                                                | 1 – 1                                                                  | Macedonia                                                              | Amichevole                                                             | -                                                                      | 46’                                                                    |
| 27-5-2008                                                              | Reutlingen                                                             | Albania                                                                | 0 – 1                                                                  | Polonia                                                                | Amichevole                                                             | -                                                                      | 81’                                                                    |
| 1-6-2008                                                               | Chorzów                                                                | Polonia                                                                | 1 – 1                                                                  | Danimarca                                                              | Amichevole                                                             | -                                                                      |                                                                        |
| 8-6-2008                                                               | Klagenfurt                                                             | Polonia                                                                | 0 – 2                                                                  | Germania                                                               | Euro 2008 - 1º turno                                                   | -                                                                      |                                                                        |
| 12-6-2008                                                              | Vienna                                                                 | Austria                                                                | 1 – 1                                                                  | Polonia                                                                | Euro 2008 - 1º turno                                                   | -                                                                      |                                                                        |
| 16-6-2008                                                              | Klagenfurt                                                             | Polonia                                                                | 0 – 1                                                                  | Croazia                                                                | Euro 2008 - 1º turno                                                   | -                                                                      |                                                                        |
| 20-8-2008                                                              | Donec'k                                                                | Ucraina                                                                | 1 – 0                                                                  | Polonia                                                                | Amichevole                                                             | -                                                                      |                                                                        |
| 11-10-2008                                                             | Cracovia                                                               | Polonia                                                                | 2 – 1                                                                  | Rep. Ceca                                                              | Qual. Mondiali 2010                                                    | -                                                                      | 59’                                                                    |
| 15-10-2008                                                             | Bratislava                                                             | Slovacchia                                                             | 2 – 1                                                                  | Polonia                                                                | Qual. Mondiali 2010                                                    | -                                                                      |                                                                        |
| 19-11-2008                                                             | Dublino                                                                | Irlanda                                                                | 2 – 3                                                                  | Polonia                                                                | Amichevole                                                             | -                                                                      |                                                                        |
| 11-2-2009                                                              | Faro                                                                   | Galles                                                                 | 0 – 1                                                                  | Polonia                                                                | Amichevole                                                             | -                                                                      |                                                                        |
| 28-3-2009                                                              | Belfast                                                                | Irlanda del Nord                                                       | 3 – 2                                                                  | Polonia                                                                | Qual. Mondiali 2010                                                    | -                                                                      |                                                                        |
| 1-4-2009                                                               | Kielce                                                                 | Polonia                                                                | 10 – 0                                                                 | San Marino                                                             | Qual. Mondiali 2010                                                    | -                                                                      |                                                                        |
| 6-6-2009                                                               | Orlando                                                                | Sudafrica                                                              | 1 – 0                                                                  | Polonia                                                                | Amichevole                                                             | -                                                                      | 79’                                                                    |
| 9-6-2009                                                               | Città del Capo                                                         | Polonia                                                                | 1 – 1                                                                  | Iraq                                                                   | Amichevole                                                             | -                                                                      |                                                                        |
| 12-8-2009                                                              | Bydgoszcz                                                              | Polonia                                                                | 2 – 0                                                                  | Grecia                                                                 | Amichevole                                                             | -                                                                      |                                                                        |
| 5-9-2009                                                               | Cracovia                                                               | Polonia                                                                | 1 – 1                                                                  | Irlanda del Nord                                                       | Qual. Mondiali 2010                                                    | -                                                                      |                                                                        |
| 9-9-2009                                                               | Maribor                                                                | Slovenia                                                               | 3 – 0                                                                  | Polonia                                                                | Qual. Mondiali 2010                                                    | -                                                                      |                                                                        |
| 14-11-2009                                                             | Varsavia                                                               | Polonia                                                                | 0 – 1                                                                  | Romania                                                                | Amichevole                                                             | -                                                                      |                                                                        |
| 18-11-2009                                                             | Stettino                                                               | Polonia                                                                | 1 – 0                                                                  | Canada                                                                 | Amichevole                                                             | -                                                                      |                                                                        |
| 3-3-2010                                                               | Łódź                                                                   | Polonia                                                                | 2 – 0                                                                  | Bulgaria                                                               | Amichevole                                                             | -                                                                      |                                                                        |
| 29-5-2010                                                              | Kielce                                                                 | Polonia                                                                | 0 – 0                                                                  | Finlandia                                                              | Amichevole                                                             | -                                                                      |                                                                        |
| 2-6-2010                                                               | Kufstein                                                               | Serbia                                                                 | 0 – 0                                                                  | Polonia                                                                | Amichevole                                                             | -                                                                      | cap.                                                                   |
| 8-6-2010                                                               | Murcia                                                                 | Spagna                                                                 | 6 – 0                                                                  | Polonia                                                                | Amichevole                                                             | -                                                                      |                                                                        |
| 11-8-2010                                                              | Stettino                                                               | Polonia                                                                | 0 – 3                                                                  | Camerun                                                                | Amichevole                                                             | -                                                                      | 72’                                                                    |
| 9-2-2011                                                               | Faro                                                                   | Polonia                                                                | 1 – 0                                                                  | Norvegia                                                               | Amichevole                                                             | -                                                                      |                                                                        |
| 25-3-2011                                                              | Kaunas                                                                 | Lituania                                                               | 2 – 0                                                                  | Polonia                                                                | Amichevole                                                             | -                                                                      | 85’                                                                    |
| 29-3-2011                                                              | Atene                                                                  | Grecia                                                                 | 0 – 0                                                                  | Polonia                                                                | Amichevole                                                             | -                                                                      |                                                                        |
| 5-6-2011                                                               | Varsavia                                                               | Polonia                                                                | 2 – 1                                                                  | Argentina                                                              | Amichevole                                                             | -                                                                      |                                                                        |
| 9-6-2011                                                               | Varsavia                                                               | Polonia                                                                | 0 – 1                                                                  | Francia                                                                | Amichevole                                                             | -                                                                      |                                                                        |
| 10-8-2011                                                              | Lubin                                                                  | Polonia                                                                | 1 – 0                                                                  | Georgia                                                                | Amichevole                                                             | -                                                                      | 75’                                                                    |
| 2-9-2011                                                               | Varsavia                                                               | Polonia                                                                | 1 – 1                                                                  | Messico                                                                | Amichevole                                                             | -                                                                      |                                                                        |
| 6-9-2011                                                               | Danzica                                                                | Polonia                                                                | 2 – 2                                                                  | Germania                                                               | Amichevole                                                             | -                                                                      |                                                                        |
| 7-10-2011                                                              | Seul                                                                   | Corea del Sud                                                          | 2 – 2                                                                  | Polonia                                                                | Amichevole                                                             | -                                                                      | 79’                                                                    |
| 11-10-2011                                                             | Wiesbaden                                                              | Polonia                                                                | 2 – 0                                                                  | Bielorussia                                                            | Amichevole                                                             | -                                                                      | 79’                                                                    |
| 11-11-2011                                                             | Breslavia                                                              | Polonia                                                                | 0 – 2                                                                  | Italia                                                                 | Amichevole                                                             | -                                                                      | 77’                                                                    |
| 15-11-2011                                                             | Poznań                                                                 | Polonia                                                                | 2 – 1                                                                  | Ungheria                                                               | Amichevole                                                             | -                                                                      | 65’                                                                    |
| 29-2-2012                                                              | Varsavia                                                               | Polonia                                                                | 0 – 0                                                                  | Portogallo                                                             | Amichevole                                                             | -                                                                      |                                                                        |
| 26-5-2012                                                              | Klagenfurt am Wörthersee                                               | Polonia                                                                | 1 – 0                                                                  | Slovacchia                                                             | Amichevole                                                             | -                                                                      | 46’                                                                    |
| 2-6-2012                                                               | Varsavia                                                               | Polonia                                                                | 4 – 0                                                                  | Andorra                                                                | Amichevole                                                             | -                                                                      | 58’                                                                    |
| 12-6-2012                                                              | Varsavia                                                               | Polonia                                                                | 1 – 1                                                                  | Russia                                                                 | Euro 2012 - 1º turno                                                   | -                                                                      | 73’                                                                    |
| 16-6-2012                                                              | Breslavia                                                              | Rep. Ceca                                                              | 1 – 0                                                                  | Polonia                                                                | Euro 2012 - 1º turno                                                   | -                                                                      |                                                                        |
| Totale                                                                 |                                                                        | Presenze                                                               | 65                                                                     |                                                                        | Reti                                                                   | 2                                                                      |                                                                        |